# 熱那亞 (伊利諾伊州)
熱那亞（英語：Genoa）是一個位於美國伊利諾伊州迪卡爾布縣的城市。

## 地理
熱那亞的座標為42°05′44″N 81°41′40″W / 42.09556°N 81.69444°W，而該地的平均海拔高度為254米（即833英尺）。

## 人口
根據2010年美國人口普查的數據，熱那亞的面積為6.48平方千米，當中陸地面積為6.34平方千米，而水域面積為0.14平方千米。當地共有人口5193人，而人口密度為每平方千米801.39人。